# ليو تاو (لاعب كرة قدم)
ليو تاو (بالصينية: 刘涛) (22 يناير 1985 في الصين - ) هو لاعب كرة قدم صيني في مركز الدفاع. لعب مع جيانغسو سونينغ وDalian Transcendence F.C. ‏ وShaanxi Wuzhou F.C. ‏ وTianjin Tianhai F.C. ‏.

## وصلات خارجية
- ليو تاو على موقع قاعدة بيانات كرة القدم.إي يو (الإنجليزية)
- ليو تاو على موقع Soccerway.com (الإنجليزية)